# Jernade Meade
Jernade Ronnel Meade (Luton, 25 ottobre 1992) è un calciatore montserratiano con cittadinanza britannica, difensore del St. Ives Town e della nazionale montserratiana.

## Biografia
Meade ha frequentato la Barnfield West Academy ed è cresciuto in un complesso di case popolari a Lewsey, area residenziale di Luton, assieme ai fratelli Kyle e Kahmal.

## Caratteristiche tecniche
A livello giovanile, Meade è stato inizialmente impiegato come ala sinistra. Successivamente è stato utilizzato come terzino sinistro, che è poi diventata la sua posizione abituale.

## Carriera

### Club
Meade ha cominciato la carriera nelle giovanili del Bramingham. Nel 2004 è passato all'Arsenal. Durante la stagione 2011-2012 ha collezionato 9 presenze con la squadra riserve dei Gunners, risultando il calciatore più utilizzato dopo Oğuzhan Özyakup e Martin Angha. Il 25 ottobre 2011 si è accomodato in panchina in occasione di una partita della prima squadra: non è stato infatti utilizzato nella sfida vinta per 2-1 contro il Bolton, valida per l'edizione stagionale della Football League Cup.
In vista del campionato 2012-2013, Meade è stato coinvolto nella fase di preparazione alla stagione dell'Arsenal, inclusa un'amichevole contro il Southampton, compagine avversaria in Premier League. Il 30 ottobre 2012 ha avuto l'opportunità di esordire in squadra, subentrando ad Ignasi Miquel nella vittoria per 5-7 sul campo del Reading, affermazione arrivata al termine dei tempi supplementari della sfida valida per gli ottavi di finale della Football League Cup. È diventato quindi il giocatore numero 811 a scendere in campo con la maglia dell'Arsenal. Il 4 dicembre 2012 ha giocato la prima partita in Champions League, schierato titolare nella sconfitta per 2-1 maturata in casa dell'Olympiakos. Il contratto con l'Arsenal sarebbe scaduto al termine di quella stessa stagione e non è stato rinnovato, lasciando così Meade svincolato.
Il 16 luglio 2013, Meade ha firmato ufficialmente un contratto annuale con lo Swansea City. Ha giocato con regolarità nella Professional Development League nella prima parte della stagione.
Il 28 gennaio 2014 è passato al Luton Town con la formula del prestito, fino al termine dell'annata. Non ha disputato alcun incontro in prima squadra in questo arco di tempo, limitandosi a giocare soltanto con le riserve: l'allenatore John Still ha pertanto dichiarato «avrei voluto vederlo fare un po' meglio». Il 30 maggio 2014, lo Swansea City ha reso noto che il contratto di Meade non sarebbe stato rinnovato.
Successivamente, Meade è passato all'Hadley, nella Spartan South Midlands Football League. È poi stato in forza al St Albans City, squadra militante in National League. Ha esordito con questa casacca il 24 novembre 2015, schierato titolare nella sconfitta casalinga per 1-3 contro il Gosport Borough. Il 15 dicembre successivo ha trovato la prima rete, nel successo per 3-2 sul Maidenhead United.
Il 9 febbraio 2016 si è trasferito agli svedesi dell'AFC United, compagine militante in Superettan, secondo livello del campionato locale. Ha debuttato in squadra il 3 aprile, schierato titolare nella vittoria per 0-2 sul campo del Degerfors. Il 3 ottobre ha trovato la prima rete in campionato, in occasione del successo per 0-3 in casa dell'Örgryte. Al termine di quella stagione, l'AFC United ha centrato la promozione in Allsvenskan ed ha cambiato la propria denominazione in AFC Eskilstuna.
Il 2 aprile 2017 ha pertanto esordito nella massima divisione svedese, schierato titolare nella sconfitta per 3-1 patita sul campo del GIF Sundsvall. L'AFC Eskilstuna è retrocesso al termine della stagione, con Meade che ha lasciato la squadra in scadenza di contratto.
Il 26 marzo 2018 ha dunque firmato un accordo con i norvegesi dell'Aalesund, squadra militante in 1. divisjon.

### Nazionale
Nel 2021 ha esordito in nazionale.

## Statistiche

### Presenze e reti nei club
Statistiche aggiornate al 26 dicembre 2020.
| Stagione              | Club                  | Campionato            | Campionato | Campionato | Coppe nazionali | Coppe nazionali | Coppe nazionali | Coppe continentali | Coppe continentali | Coppe continentali | Supercoppe | Supercoppe | Supercoppe | Totale | Totale |
| Stagione              | Club                  | Comp                  | Pres       | Reti       | Comp            | Pres            | Reti            | Comp               | Pres               | Reti               | Comp       | Pres       | Reti       | Pres   | Reti   |
| --------------------- | --------------------- | --------------------- | ---------- | ---------- | --------------- | --------------- | --------------- | ------------------ | ------------------ | ------------------ | ---------- | ---------- | ---------- | ------ | ------ |
| 2011-2012             | Arsenal               | PL                    | 0          | 0          | FACup+CdL       | 0               | 0               | UCL                | 0                  | 0                  | -          | -          | -          | 0      | 0      |
| 2012-2013             | Arsenal               | PL                    | 0          | 0          | FACup+CdL       | 0+1             | 0               | UCL                | 1                  | 0                  | -          | -          | -          | 2      | 0      |
| Totale Arsenal        | Totale Arsenal        | Totale Arsenal        | 0          | 0          |                 | 1               | 0               |                    | 1                  | 0                  |            | -          | -          | 2      | 0      |
| 2013-gen. 2014        | Swansea City          | PL                    | 0          | 0          | FACup+CdL       | 0               | 0               | -                  | -                  | -                  | -          | -          | -          | 0      | 0      |
| gen.-giu. 2014        | Luton Town            | FC                    | 0          | 0          | FACup           | -               | -               | -                  | -                  | -                  | -          | -          | -          | 0      | 0      |
| 2014-2015             | Hadley                | SSMFL                 | 33         | 9          | -               | -               | -               | -                  | -                  | -                  | -          | -          | -          | 33     | 9      |
| nov. 2015-feb. 2016   | St Albans City        | NL                    | 11         | 1          | FACup           | -               | -               | -                  | -                  | -                  | -          | -          | -          | 11     | 1      |
| 2016                  | AFC Eskilstuna        | S                     | 28         | 1          | CS+CS           | 3+1             | 0               | -                  | -                  | -                  | -          | -          | -          | 32     | 1      |
| 2017                  | AFC Eskilstuna        | A                     | 20         | 0          | CS              | 1               | 0               | -                  | -                  | -                  | -          | -          | -          | 21     | 0      |
| Totale AFC Eskilstuna | Totale AFC Eskilstuna | Totale AFC Eskilstuna | 48         | 1          |                 | 5               | 0               |                    | -                  | -                  |            | -          | -          | 53     | 1      |
| 2018                  | Aalesund              | 1D                    | 3          | 0          | CN              | 1               | 1               | -                  | -                  | -                  | -          | -          | -          | 4      | 1      |
| 2019                  | Aalesund              | 1D                    | 11         | 1          | CN              | 3               | 1               | -                  | -                  | -                  | -          | -          | -          | 14     | 2      |
| Totale Aalesund       | Totale Aalesund       | Totale Aalesund       | 14         | 1          |                 | 4               | 2               |                    | -                  | -                  |            | -          | -          | 18     | 3      |
| Totale                | Totale                | Totale                | 106        | 12         |                 | 10              | 2               |                    | 1                  | 0                  |            | -          | -          | 117    | 14     |

### Cronologia presenze e reti in nazionale
| Cronologia completa delle presenze e delle reti in nazionale ― Montserrat | Cronologia completa delle presenze e delle reti in nazionale ― Montserrat | Cronologia completa delle presenze e delle reti in nazionale ― Montserrat | Cronologia completa delle presenze e delle reti in nazionale ― Montserrat | Cronologia completa delle presenze e delle reti in nazionale ― Montserrat | Cronologia completa delle presenze e delle reti in nazionale ― Montserrat | Cronologia completa delle presenze e delle reti in nazionale ― Montserrat | Cronologia completa delle presenze e delle reti in nazionale ― Montserrat |
| Data                                                                      | Città                                                                     | In casa                                                                   | Risultato                                                                 | Ospiti                                                                    | Competizione                                                              | Reti                                                                      | Note                                                                      |
| ------------------------------------------------------------------------- | ------------------------------------------------------------------------- | ------------------------------------------------------------------------- | ------------------------------------------------------------------------- | ------------------------------------------------------------------------- | ------------------------------------------------------------------------- | ------------------------------------------------------------------------- | ------------------------------------------------------------------------- |
| 9-6-2021                                                                  | Saint George's                                                            | Grenada                                                                   | 1 – 2                                                                     | Montserrat                                                                | Qual. Mondiali 2022                                                       | -                                                                         | 59’                                                                       |
| 3-7-2021                                                                  | Fort Lauderdale                                                           | Trinidad e Tobago                                                         | 6 – 1                                                                     | Montserrat                                                                | Qual. Gold Cup 2021                                                       | -                                                                         | 45’                                                                       |
| 25-3-2023                                                                 | Lookout                                                                   | Montserrat                                                                | 0 – 4                                                                     | Haiti                                                                     | CONCACAF Nations League 2022-2023 - Fase a gironi                         | -                                                                         | 74’                                                                       |
| 29-3-2023                                                                 | Saint Michael                                                             | Guyana                                                                    | 0 – 0                                                                     | Montserrat                                                                | CONCACAF Nations League 2022-2023 - Fase a gironi                         | -                                                                         | 67’                                                                       |
| 9-9-2023                                                                  | Bridgetown                                                                | Barbados                                                                  | 2 – 3                                                                     | Montserrat                                                                | CONCACAF Nations League 2023-2024 - 1º Turno                              | -                                                                         | 65’                                                                       |
| 12-9-2023                                                                 | Santo Domingo                                                             | Rep. Dominicana                                                           | 3 – 0                                                                     | Montserrat                                                                | CONCACAF Nations League 2023-2024 - 1º turno                              | -                                                                         |                                                                           |
| Totale                                                                    |                                                                           | Presenze                                                                  | 6                                                                         |                                                                           | Reti                                                                      | 0                                                                         |                                                                           |

## Palmarès

### Club

#### Competizioni nazionali
- 1. divisjon: 1

Aalesund: 2019